# Gräsbäckstjärnarna (Idre socken, Dalarna, 687761-133647)
Gräsbäckstjärnarna är en sjö i Älvdalens kommun i Dalarna och ingår i Dalälvens huvudavrinningsområde. Sjöns area är 0,02 kvadratkilometer och den är belägen 567 meter över havet.